# Restinclières
Restinclières település Franciaországban, Hérault megyében. Lakosainak száma 2573 fő (2022. január 1.). Restinclières Beaulieu, Boisseron, Saint-Geniès-des-Mourgues és Entre-Vignes községekkel határos.

## Népesség
A település népessége az elmúlt években az alábbi módon változott:
| Lakosok száma | 211  | 587  | 781  | 1478 | 1642 | 1730 | 1888 | 2109 | 2183 | 2573 |
|               | 1968 | 1982 | 1990 | 2006 | 2013 | 2015 | 2017 | 2019 | 2020 | 2022 |